# Pompeo Giustiniani

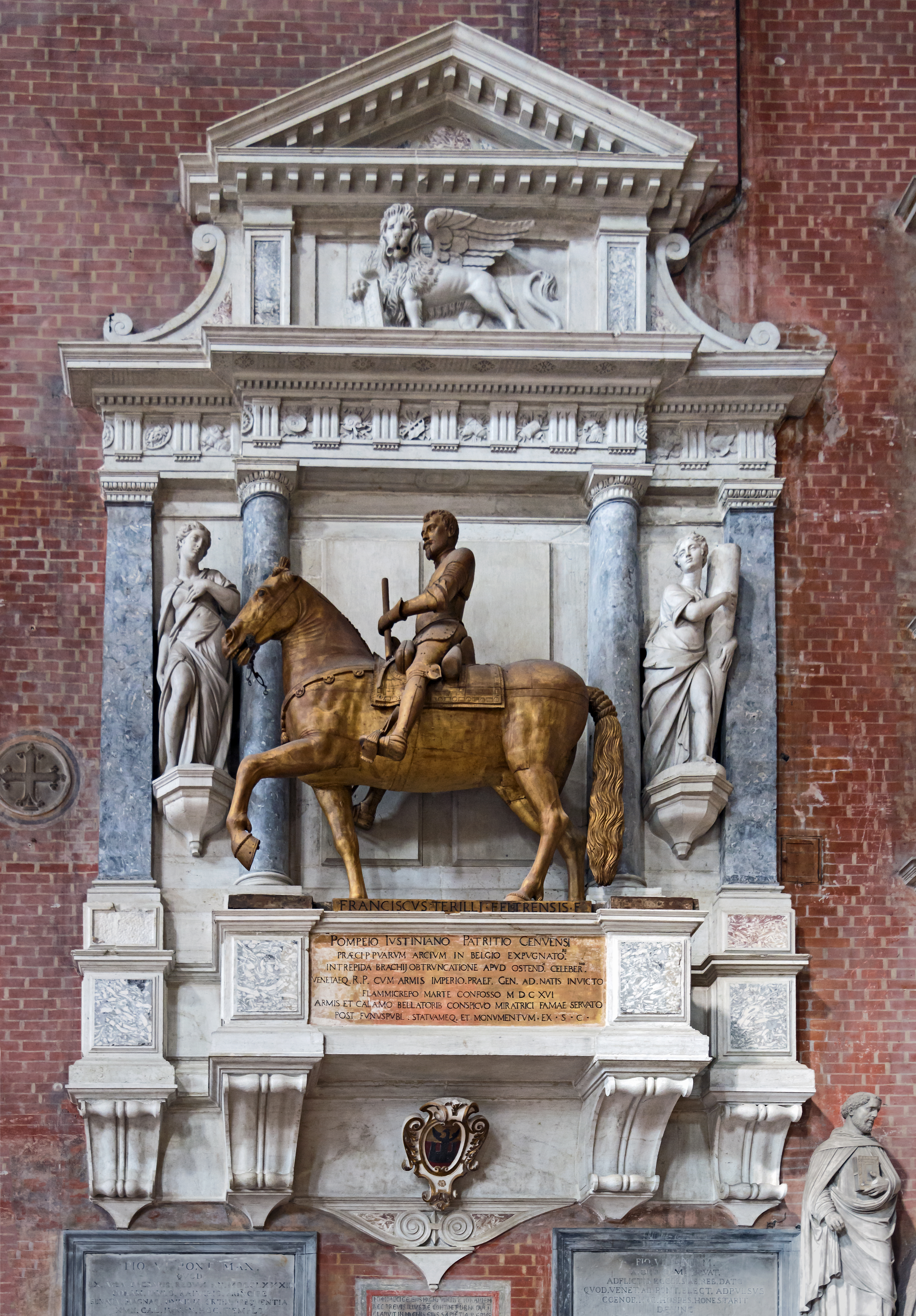
Grafmonument voor Pompeo Giustiniani in de Chiesa di San Moisè van Venetië

Pompeo Giustiniani (Ajaccio, 1569 –  Lucinico, 11 oktober 1616) was een Italiaans legeraanvoerder en auteur. Hij vocht in Spaanse dienst in de Tachtigjarige Oorlog en schreef er een geschiedwerk over. Daarna voerde hij in Venetiaanse dienst het bevel in de Uskok-oorlog, tot hij sneuvelde.

## Leven
Giustiniani's vader was een Genuese patriciër en zijn moeder een Corsicaanse. Naar familiale traditie begon hij zijn militaire loopbaan toen hij nog maar veertien jaar oud was. Hij nam dienst in de Italiaanse infanterie van Spanje en vocht vanaf 1587 in de Nederlanden onder Alexander Farnese. Na een tiental jaar vertrok hij om regeringscommissaris te worden in Genua. In 1601 keerde hij terug naar het leger, als sergeant-majoor onder Ambrogio Spinola. Het volgende jaar gingen ze naar de Nederlanden voor deelname aan de Tachtigjarige Oorlog. Spinola kreeg in oktober 1603 het bevel over het Leger van Vlaanderen en Giustiniani werd maestro de campo (kolonel) van een Italiaanse tercio. 
Tijdens het Beleg van Oostende fungeerde Giustiniani als kwartiermeester-generaal. Hij moest ook Sluis verdedigen tegen Maurits van Nassau, maar hij kon niet verhinderen dat de stad bij de tweede landing viel, noch dat ook Damme verloren ging. Kort voor de overgave van Oostende verloor hij een arm door een projectiel. Vanwege zijn prothese kreeg hij de bijnaam IJzeren Arm. Meer en meer werd hij Spinola's rechterhand. Hij had een groot aandeel in de succesvolle veldtocht van 1605-1606. 
Over de militaire en politieke gebeurtenissen die hij vanop de eerste rij beleefde, publiceerde Giustiniani in 1609 Delle guerre di Fiandra bij Joachim Trognaesius in Antwerpen. Koning Filips III van Spanje nam hem in 1611 op in de Oorlogsraad en benoemde hem tot stadhouder van Friesland (een eretitel, want Friesland was in vijandige handen). Niettemin knaagde het Twaalfjarig Bestand. Voor ijzervreters zoals hij betekende vrede een gebrek aan perspectief. Eind 1613 schokte hij Spinola en de Spanjaarden door zijn in Brussel gelegerde tercio te verlaten en in te gaan op een aanlokkelijk aanbod van de Republiek Venetië. Hij kreeg een jaarloon van drieduizend dukaten, mocht vijf Corsicaanse officieren meenemen, en bekwam ook voor zijn zonen Francesco en Raffaele een goede graad. Voor de Spanjaarden betekende dit niets minder dan desertie, want Venetië steunde de Nederlandse Republiek en het hertogdom Savoye. 
In maart 1614 kreeg Giustiniani het militaire bevel over Kreta, maar door de dreiging van de Oostenrijkse aartshertog Ferdinand ging dit niet door. In plaats daarvan werd hij in augustus maestro di campo generale van de infanterie en de versterkingen. In de Uskok-oorlog ergerde hij zich erover dat Marco Barbarigo en de Senaat mee de manoeuvers stuurden. Hij rukte bij verrassing op en probeerde de citadel van Gradisca te nemen, maar hij moest zich terugtrekken en werd door de Habsburgse troepen gedwongen tot een positieoorlog. Na de Venetiaanse inname van Caporetto werd hij op 10 oktober 1616 bij Lucinico getroffen door een musketschot. Hij overleed de volgende dag en werd begraven in de kerk van San Moisè. Zijn grafmonument bevat een houten ruiterbeeld gemaakt door Francesco Terilli ca. 1616-1620.

## Publicaties
Het geschiedwerk van Giustiniani over de jaren 1601-1609 in de Tachtigjarige Oorlog, met fraaie plannen geïllustreerd, werd o.a. gebruikt door Guido Bentivoglio, zij het zonder bronvermelding:
- Delle guerre di Fiandra libri VI, 1609 (herdrukt in 1610 en 1612)
- Bellum Belgicum, sive belgicarum rerum e comentarios,, 1611 (Latijnse vertaling, herdrukt in 1615)

## Vertaling
- Juan Luis Sánchez Martín, "Delle guerre di Fiandra (1601-09), di Pompeo Giustiniano" in: Researching & Dragona, 2000, vol. V-12, p. 4-20 en 2001, vol. V-15, p. 26-41 (gedeeltelijke uitgave met Spaanse vertaling)